# Крихацкий, Владимир Гаврилович
Владимир Гаврилович Крихацкий  (8 июня 1877, Одесса — 18 апреля 1942, там же) — украинский художник и музыкант. Автор произведений на украинскую тематику. Умер в румынской Одессе.

## Биография
Владимир Гаврилович Крихацкий родился 8 июня 1877 года в Одессе в семье Гавриила Акимовича, железнодорожного служащего. С 1896 по 1902 год учился на физико-математическом факультете Новороссийского университета, после чего несколько лет работал на таможне.
Художественное образование получил в частной художественной школе М. М. Манылама, потом, с 1897 года учился в Одесской рисовальной школе. В разное время Владимир Гаврилович брал уроки у одесских художников Г. С. Головкова, О. Г. Турцевича, В. В. Нааке.
В 1910—1917 годах принимал участие в весенних выставках в городах Екатеринослав (ныне Днепр), Елисаветград (ныне Кропивницкий), Киев, Николаев. В 1913—1914 годах участвовал в одесских весенних художественных выставках. С 1913 по 1920 год состоял в Товариществе южнорусских художников, был членом общества «Объединенных», членом правления общества «Независимых». С 1925 года состоял в художественном обществе имени К. К. Костанди.
Владимир Гаврилович писал в основном пейзажи. В художественном творчестве отталкивался от традиций отечественного реалистического искусства.
В 1939—1940 годах Владимир Гаврилович работал в Одесских художественно-скульптурных мастерских. Около 50 своих работ выставил на первой и второй отчетной выставках мастерских. В 1941 году Одесское областное управление по делам искусств готовилось к проведению персональной выставки В. Г. Крихацкого, однако война помешала проведению выставки.
Владимир Гаврилович также профессионально играл на гитаре, чему учился у отца. Впоследствии он учился у грека Хадумоглы, приехавшего из Константинополя и организовавшего в Одессе оркестр народных инструментов. Влияние на Владимира Гавриловича, как музыканта, оказали приезжавший в Одессу в 1890 году гитарист-виртуоз Гольдберг и переехавший в 1903 году из Петербурга в Одессу барон Георгий Клодт, ученик Деккер-Шенка. В. Г. Крихатский два года играл в дуэте с педагогом, а после смерти в 1905 году Клодта организовал кружок гитаристов — первую одесскую гитарную школу.
Владимир Гаврилович Крихацкий скончался 18 апреля 1942 года в Одессе в возрасте 65 лет.
Работы художника находятся в Одесском художественном музее, в музейных и частных собраниях страны.

## Галерея

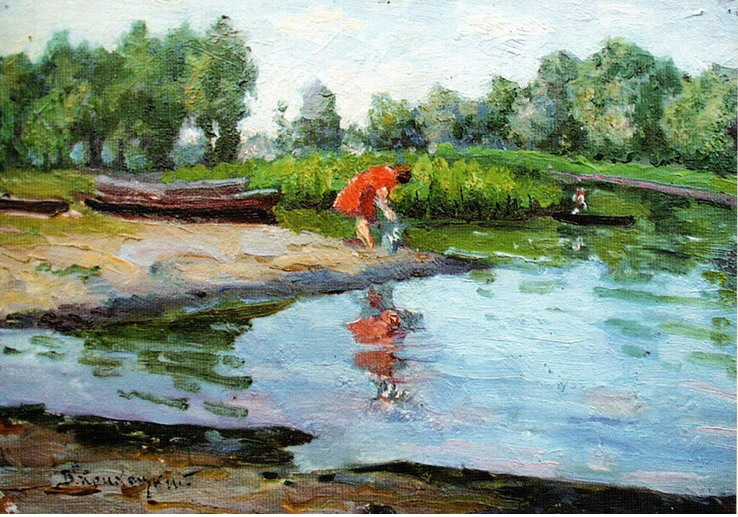
Крихацкий. Девочка на речке
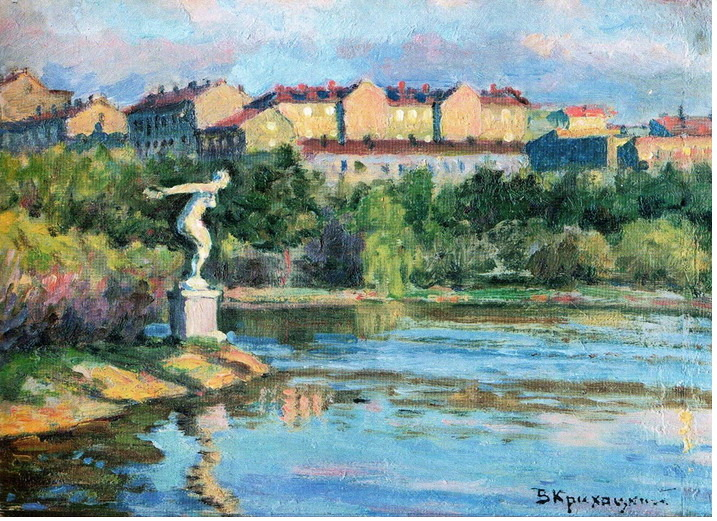
Дюковский сад
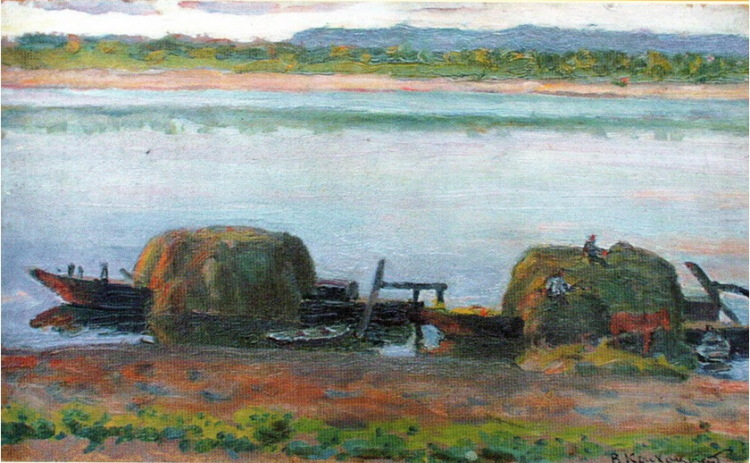
На Волге
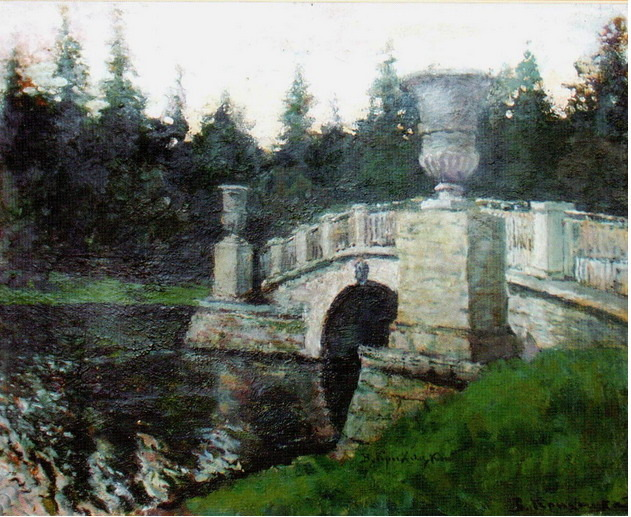
Старый парк
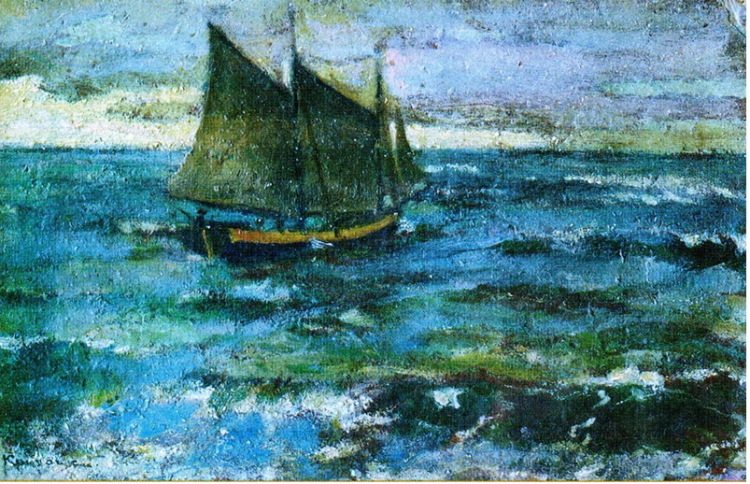
Шаланды